# Ivan Deriuhin
Ivan Deriuhin (ucraïnès: Іван Костянтинович Дерюгін)  (Zmíiv, 5 de desembre de 1928 - Kíiv, 10 de gener de 1996) fou un pentatleta ucraïnès que va competir sota bandera de la Unió Soviètica durant les dècades de 1950 i 1960. Era el pare de la gimnasta Irina Deryugina.
El 1956 va prendre part en els Jocs Olímpics de Melbourne, on disputà dues proves del programa de pentatló modern. Junt a Igor Novikov i Aleksandr Tarasov guanyà la medalla d'or en la competició per equips, mentre en la competició individual fou novè.
En el seu palmarès també destaquen una medalla d'or i una de plata al Campionat del món de pentatló modern.